# Johannes Weiland
Johannes Weiland (* 1977 in Freiburg im Breisgau), genannt auch Jolle Weiland, ist ein deutscher Animator und Trickfilmregisseur.

## Leben
Er absolvierte 2003 das Studium der Animation an der Filmakademie Baden-Württemberg. Bekannt geworden ist er vor allem durch die Kurzfilme Hessi James (in Zusammenarbeit mit Badesalz), Annie & Boo sowie Oli's chance in Co-Regie mit Saschka Unseld. Letzterer wurde beim Trickfilmfestival Stuttgart 2006 mit dem Tricks for Kids Award ausgezeichnet. In Co-Regie mit Uwe Heidschötter entstand 2009 der 6-minütige Kurzfilm Der Kleine und das Biest, der den Kristall des Festival d’Animation Annecy, den Prix Jeunesse und den Cartoon d’Or 2011 gewann.
Er arbeitete für verschiedene Animationsstudios wie Parasol Island, Studio Filmbilder, Studio aka in London und Studio Soi. Johannes Weiland unterrichtet den Bereich Trickfilm an der German Film School, der Filmakademie Baden-Württemberg und der Truemax in Dänemark.

## Auszeichnungen (Auswahl)
- Nominierung für den Studentenoscar 2000
- Cartoon d’Or 2006
- Leaf award 2001 (London Effects & Animation Festival)
- Erster Platz in der Kategorie „Tricks for Kids“ beim Trickfilmfestival Stuttgart 2006 für Olis Chance
- Erster Platz beim Festival d’Animation Annecy 2006
- 2010: Robert-Geisendörfer-Preis für Der Kleine und das Biest in der Kategorie Kinderfernsehpreis